# Bezirk Bergedorf
Der Bezirk Bergedorf ist der südöstliche der sieben Bezirke in Hamburg. Im Vergleich zu den anderen Bezirken zählt er die wenigsten Einwohner auf größter Fläche und hat die umfangreichsten Grün- und Ackerflächen.

## Geschichte
Seitdem das Gesetz über die Bezirksverwaltung in der Freien und Hansestadt Hamburg vom 21. September 1949 am 11. Mai 1951 in Kraft trat, ist der Bezirk Bergedorf einer von insgesamt sieben Bezirken in Hamburg.
Neben der ehemaligen Stadt, dem heutigen Stadtteil Bergedorf, wurde der Bezirk gebildet aus den Gebieten der seit 1395 zu Hamburg gehörenden Marschlande, der seit 1868 zu Hamburg gehörenden Vierlande, dem seit 1768 hamburgischen Reitbrook und dem bis 1938 preußischen Dorf Lohbrügge.

## Geschichte der Eisenbahn im Gebiet des Bezirks
Nach Eröffnung der Hamburg-Bergedorfer Eisenbahn 1842 als einer der ersten Eisenbahnstrecken Norddeutschlands wurde 1846 als erste überregionale Strecke die Berlin-Hamburger Eisenbahn eingerichtet. Die am Anfang des 20. Jahrhunderts gegründeten Bergedorf-Geesthachter Eisenbahn (1906) und Vierländer Eisenbahn nach Zollenspieker (1912) wurden 1953 wieder eingestellt und durch Busbetrieb der Verkehrsbetriebe Hamburg-Holstein (VHH) ersetzt.
1959 wurde der elektrische S-Bahn-Betrieb (mit seitlicher Gleichstrom-Stromschiene) von Hamburg (Berliner Tor) bis Bergedorf ausgedehnt und 1969 auch von Bergedorf bis nach Aumühle erweitert. 1996 wurde die Strecke Hamburg–Bergedorf–Berlin mit Wechselstrom-Oberleitung für den Fernverkehr elektrifiziert, wofür die Gleichstrom-S-Bahn neue Gleise bekommen musste.
Seit 1975 führt die Arbeitsgemeinschaft Geesthachter Eisenbahn e. V. an mehreren Betriebstagen im Jahr einen Museumsbahn-Betrieb auf der eingleisigen Strecke der Bergedorf-Geesthachter Eisenbahn durch, die sonst nur noch für einzelne Fahrten mit Güterzügen zum Kernkraftwerk Krümmel vorgehalten wird.

## Wahlen

### Bezirksversammlung
| Wahl zur Bezirksversammlung Bergedorf 2024Wahlbeteiligung: 59,5 % 3020100 28,626,614,614,48,24,72,9 CDUSPDGrüneAfDLinkeFDPFWGewinne und Verlusteim Vergleich zu 2019 %p 6 4 2 0 −2 −4 −6 −8+4,3+0,2−7,3+5,9−2,3−0,8± 0,0CDUSPDGrüneAfDLinkeFDPFW |

Bezirksamtsleiter Bergedorfs war von 2011 bis 2021 Arne Dornquast (SPD), der im Juni 2017 im Amt bestätigt wurde. Seit Oktober 2021 ist Cornelia Schmidt-Hoffmann Bezirksamtsleiterin.

### Bürgerschaft
Mit dem 2009 geänderten Wahlrecht für die Hamburgische Bürgerschaft und die Bezirksversammlung Bergedorf ist der Bezirk zum Wahlkreis Bergedorf zusammengefasst.
Die Wahlbeteiligung bei der Bürgerschaftswahl 2020 war landesweit 63 %, im Bezirk Bergedorf lag sie bei 58,1 %. Die fünf Wahlkreismandate in der Bürgerschaft werden von folgenden Personen bekleidet:
- Ties Rabe (SPD), Mandat ruht seit der Berufung zum Senator. Nachgerückt Christel Oldenburg[6]
- Nils Springborn (SPD)
- Dennis Gladiator (CDU)
- Jennifer Jasberg (GRÜNE)
- Stephan Jersch (Die Linke)

### Bundestag
Für die Wahl zum Deutschen Bundestag gehört der Bezirk seit 2002 zum Bundestagswahlkreis Hamburg-Bergedorf – Harburg, zuvor zum Bundestagswahlkreis Bergedorf, für den von 1969 bis 1987 Helmut Schmidt und von 1987 bis 2002 Rolf Niese im Bundestag saßen. Von 2002 bis 2013 wurde das Mandat von Hans-Ulrich Klose wahrgenommen. Bei der Bundestagswahl 2013 löste Metin Hakverdi (SPD) diesen als Kandidaten der Sozialdemokraten ab und erhielt 40,4 % der Erststimmen. Hakverdi verteidigte das Direktmandat bei den Bundestagswahlen 2017, 2021 und 2025 erfolgreich.

## Verwaltungsgliederung

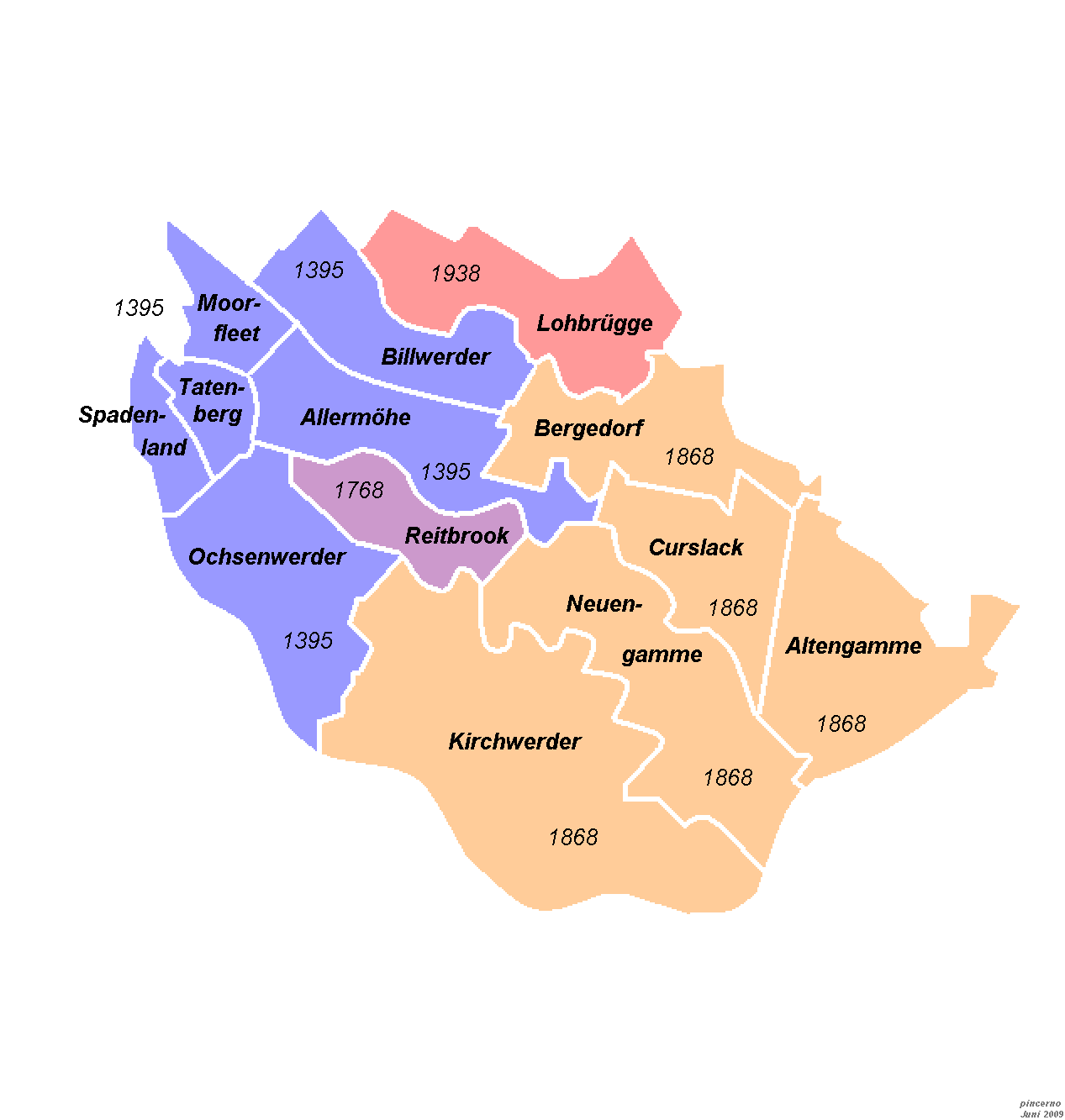
Zeitpunkt der Zugehörigkeit zu Hamburg: Die Marschlande sind bereits 1395 von Hamburg aufgekauft worden. Reitbrook stieß erst 1768 hinzu. Die beiderstädtische Verwaltung für Bergedorf und in der Folge für die Vierlande endete 1868; seitdem gehören diese Gebiete ausschließlich zu Hamburg. Lohbrügge kam erst 1938 im Rahmen des Groß-Hamburg-Gesetzes zum Hamburgischen Staatsgebiet.

Der Bezirk war bis zur Auflösung der Ortsamtsbereiche am 1. März 2008 in das Kerngebiet (mit Bergedorf und Lohbrügge) und in den Ortsamtsbereich Vier- und Marschlande (mit Allermöhe, Altengamme, Billwerder, Curslack, Kirchwerder, Moorfleet, Neuengamme, Ochsenwerder, Reitbrook, Spadenland und Tatenberg) unterteilt. Seit dem 1. Januar 2011 gehört der neue Stadtteil Neuallermöhe zum Bezirk.
| Stadtteil    | Fläche in km² | Einwohner (31. Dezember 2023) | Karte                         |
| ------------ | ------------- | ----------------------------- | ----------------------------- |
| Allermöhe    | 8,7 km²       | 1412                          | Lage von Hamburg-Allermöhe    |
| Altengamme   | 15,6 km²      | 2345                          | Lage von Hamburg-Altengamme   |
| Bergedorf    | 11,3 km²      | 37573                         | Lage von Hamburg-Bergedorf    |
| Billwerder   | 9,5 km²       | 3818                          | Lage von Hamburg-Billwerder   |
| Curslack     | 10,6 km²      | 4178                          | Lage von Hamburg-Curslack     |
| Kirchwerder  | 32,4 km²      | 10448                         | Lage von Hamburg-Kirchwerder  |
| Lohbrügge    | 13,0 km²      | 41295                         | Lage von Hamburg-Lohbrügge    |
| Moorfleet    | 4,3 km²       | 1178                          | Lage von Hamburg-Moorfleet    |
| Neuallermöhe | 4,2 km²       | 23231                         | Lage von Hamburg-Neuallermöhe |
| Neuengamme   | 18,6 km²      | 3657                          | Lage von Hamburg-Neuengamme   |
| Ochsenwerder | 14,1 km²      | 3039                          | Lage von Hamburg-Ochsenwerder |
| Reitbrook    | 6,9 km²       | 515                           | Lage von Hamburg-Reitbrook    |
| Spadenland   | 3,4 km²       | 553                           | Lage von Hamburg-Spadenland   |
| Tatenberg    | 3,1 km²       | 571                           | Lage von Hamburg-Tatenberg    |

## Krankenhäuser
Der Bezirk Bergedorf hatte bis 2000 drei Krankenhäuser:
1. Bethesda Krankenhaus Bergedorf, gebaut 1898 in Hamburg-Hamm, wurde im Zweiten Weltkrieg durch die Bombardierungen zerstört.[10] 1953 errichtete die Bethesda-Stiftung am Glindersweg in Bergedorf ein neues Krankenhaus. Im November 1954 besuchte Haile Selassie Bonn und Hamburg. Empfangen wurde er von Kurt Sieveking und Adolph Schönfelder.[11] Als er ein modernes Krankenhaus sehen wollte, zeigte man ihm das Bethesda. In der Folge entstand ein baugleiches Krankenhaus in Addis Abeba.[12]
2. Das Allgemeine Krankenhaus Bergedorf entstand 1912 als „Staatskrankenhaus“ am Gojenbergsweg. Es wurde 1938 in „Allgemeines Krankenhaus Bergedorf“ umbenannt und zwischen 1952 und 1954 erheblich erweitert.[13] Auf Druck der Hamburger Gesundheitsbehörde fusionierte es 2000 mit dem Bethesda zum „Bethesda-Allgemeines Krankenhaus Bergedorf“. Seit 2004 heißt es „Bethesda Krankenhaus Bergedorf“.[14]
3. BG Klinikum Hamburg, gegründet 1959 in Boberg

## Naturschutzgebiete
1. Naturschutzgebiet Boberger Niederung[15]
2. Naturschutzgebiet Die Reit[16]
3. Naturschutzgebiet Kirchwerder Wiesen[17]
4. Naturschutzgebiet Zollenspieker[18]
5. Naturschutzgebiet Kiebitzbrack[19][20]
6. Naturschutzgebiet Borghorster Elblandschaft[21]